# Jillian Bell
Jillian Leigh Bell (nascida 25 de abril de 1984) é uma comediante e atriz norte-americana, mais conhecida por seus papéis recorrentes como Jillian Belk em Workaholics e como Dixie na última temporada de Eastbound & Down, além de atuar no filme 22 Jump Street, de 2014.